# Noel Streatfeild
Mary Noel Streatfeild (Sussex, 1895. december 24. – London, 1986 szeptember 11.) angol írónő, aki elsősorban gyerekkönyvei által vált népszerűvé. Művei közül is a „Cipő-könyvek” lettek a legismertebbek, melyek eredendően nem sorozat-jelleggel születtek meg, mégis vannak közös vonásaik, illetve némelyikben utalások is találhatóak a többi valamelyikére. Az első ilyen műve 1936-ban jelent meg, kiadói döntés alapján később több más regényének címébe is bekerült a cipő szó. Írásainak egy részéből filmes vagy televíziós feldolgozás is készült.

## Élete
Sussexben látta meg a napvilágot, szüleinek öt élve született gyermeke közül másodikként; apja William Champion Streatfeild, Lewes későbbi püspöke, anyja Janet Venn volt. Már gyerekkorában feltűnést keltett jótékonysági előadások közreműködőjeként, felnőve ezért a színművészi pályát célozta meg, és mintegy tíz éven át dolgozott is ezen a területen, magán színtársulatok színésznőjeként. A különféle színpadokon szerzett tapasztalatai képezték később, már írói korszakában az alapját megannyi, népszerűvé vált gyerekkönyvének, melyekben a vezérmotívum jellemzően a (gyerekkorú) főszereplő vagy főszereplők küzdelme volt valamely művészi pályával.
Első gyerekkönyve, mely a Ballet Shoes (Balettcipők) címet viselte, 1936-ban jelent meg, és egyből el is nyerte az év legjobb brit gyerekkönyvének járó elismerést, egyben arra ösztönözve a szerzőt, hogy további regényeket írjon az ifjúság számára. Harmadik gyerekregénye, mely egyben a „Cipő-könyvek” sorozatának harmadik eleme is volt (eredeti címe: The Circus Is Coming’’, vagyis ’’Jön a cirkusz, későbbi kiadásaiban Circus Shoes, vagyis ’’Cirkuszi cipők’’) 1938-ban elnyerte a Carnegie-érmet.

## Emlékezete
Noel Streatfeild említésre kerül A szerelem hálójában című, 1998-ban forgatott romantikus filmben, melynek férfi és női főszereplője is a könyvkereskedelemben dolgozik: előbbi – Tom Hanks megformálásában – egy hatalmas, de kommersz könyváruház élén áll, utóbbi pedig – Meg Ryan alakításában – néhány házzal arrébb egy családias kisboltot vezetett mindaddig, amíg az áruház megnyitása miatt nem kényszerült bezárásra. A film egy jelenetében az állástalanná vált fiatal nő épp a könyváruház gyerekrészlegén szomorkodik, amikor azt hallja, hogy tőle nem messze egy vásárló a „Cipő-könyvek” iránt érdeklődik, ám a részlegre beosztott eladó abszolút tanácstalan, semmit nem tud mondani neki. A Meg Ryan által megformált karakter ekkor hátrafordul, és nemcsak a szerző nevét mondja meg a vásárló hölgynek, de pár szóval kitér az egyes könyvekre is; sőt végül, a teljesen megsemmisült eladó kérésére még le is betűzi neki a számára nyilvánvalóan teljesen ismeretlen írónő nevét.

## Művei

### Gyerekeknek szóló regényei
- Ballet Shoes (1936)
- Tennis Shoes (1937)
- The Circus Is Coming (1938), későbbi kiadásai egy részében Circus Shoes
- The House in Cornwall (1940), amerikai kiadásában The Secret of the Lodge (1940)
- The Children of Primrose Lane (1941), későbbi kiadásai egy részében The Stranger in Primrose Lane
- Curtain Up (1944), későbbi kiadásai egy részében Theater Shoes
- Party Frock (1946), későbbi kiadásai egy részében Party Shoes
- The Painted Garden (1949), amerikai kiadásában Movie Shoes
- White Boots (1951), későbbi kiadásai egy részében Skating Shoes
- The Fearless Treasure (1953)
- The Bell Family (1954), későbbi kiadásai egy részében Family Shoes
- Wintle's Wonders (1957), későbbi kiadásai egy részében Dancing Shoes
- New Town (1961)
- Apple Bough (1962), későbbi kiadásai egy részében Traveling Shoes
- A Vicarage Family (1963)
- The First Book of the Ballet (1963)
- The Children on the Top Floor (1964)
- Away from the Vicarage (1965)
- The Growing Summer (1966), későbbi kiadásai egy részében The Magic Summer
- Caldicott Place (1967)
- Thursday's Child (1970)
- Beyond the Vicarage (1971)
- Ballet Shoes for Anna (1972)
- When the Siren Wailed (1974)
- Far To Go (1976)
- Meet the Maitlands (1978)
- The Maitlands: All Change at Cuckley Place (1979)

### Felnőtteknek szóló regényei
- The Whicharts (1931)
- Parson's Nine (1932)
- Tops and Bottoms (1933)
- A Shepherdess of Sheep (1934)
- It Pays to Be Good (1936)
- Caroline England (1937)
- Luke (1939)
- The Winter is Past (1940)
- I Ordered a Table for Six (1942)
- Myra Carroll (1944)
- Saplings (1945)
- Grass in Piccadilly (1947)
- Mothering Sunday (1950)
- Aunt Clara (1952)
- Judith (1956)
- The Silent Speaker (1961)

### Egyéb munkái
- The Years of Grace (1950)
- Queen Victoria (1958)
- Magic and the Magician: E. Nesbit and her Children's Books (1958)
- The Boy Pharaoh, Tutankhamen (1972)
- Tea by the Nursery Fire (1976)

### Magyarul
- Balettcipők. London, 1930-as évek eleje; ford. Németi Anita; Manó Könyvek, Bp., 2015 (Régi kedvencek)
- Színpadi cipők; ford. Németi Anita; Manó Könyvek, Bp., 2016 (Régi kedvencek)
- Korcsolyacipők; ford. Németi Anita; Manó Könyvek, Bp., 2017 (Régi kedvencek)
- Filmek és cipők; ford. Németi Anita; Manó Könyvek, Bp., 2018 (Régi kedvencek)
- Teniszcipők; ford. Kallai Nóra; Manó Könyvek, Bp., 2020 (Régi kedvencek)

## Fordítás
Ez a szócikk részben vagy egészben  a   Noel Streatfeild című angol Wikipédia-szócikk fordításán alapul.  Az eredeti cikk szerkesztőit annak laptörténete sorolja fel. Ez a jelzés csupán a megfogalmazás eredetét és a szerzői jogokat jelzi, nem szolgál a cikkben szereplő információk forrásmegjelöléseként.